# Jutta Kammann

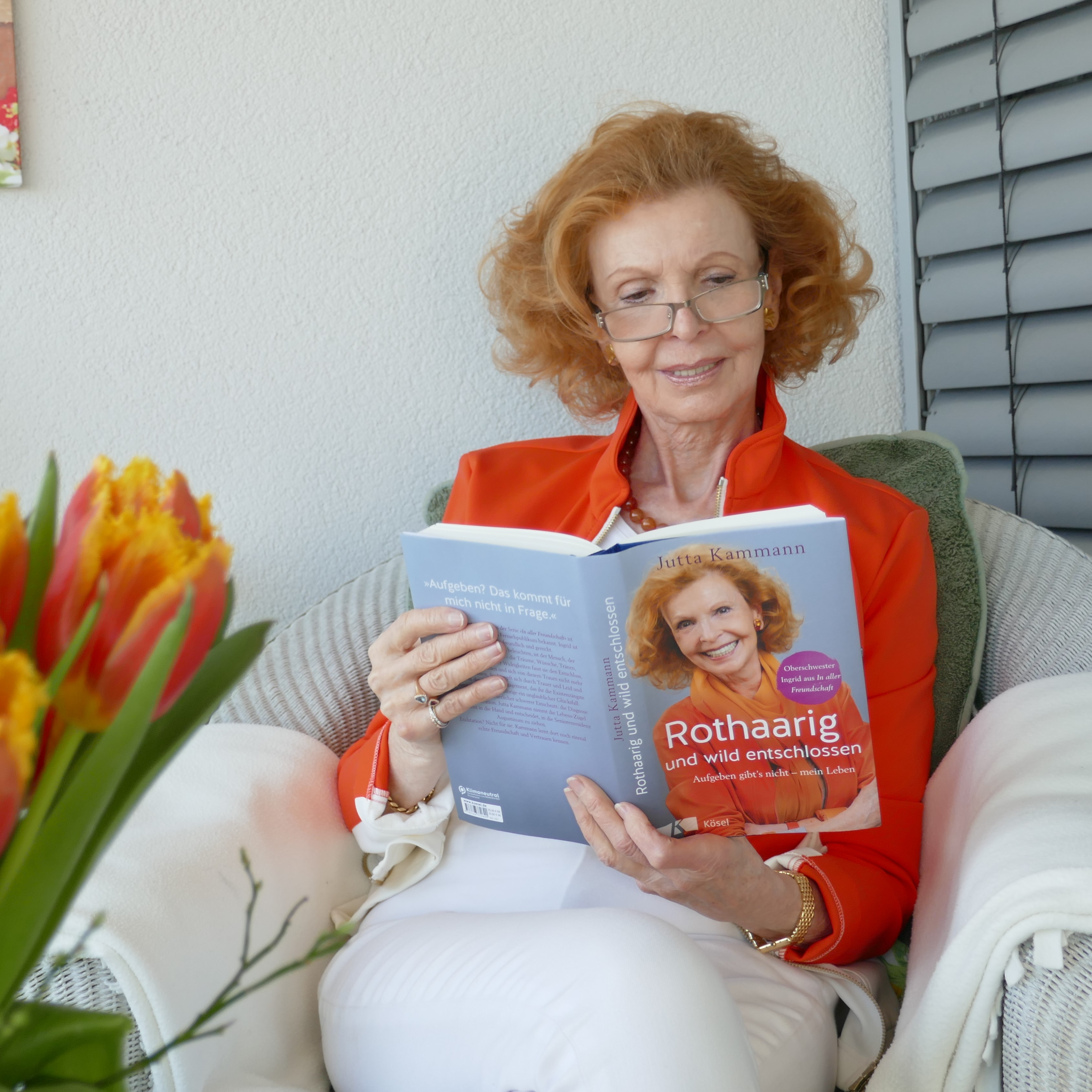
Jutta Kammann (2021)

Jutta Kammann (Heidenheim an der Brenz, 24 marzo 1944) è un'attrice tedesca.

## Filmografia
- Gideon (1966)
- Die Liebenden von Florenz (1966)
- Goya (1969)
- Unser Willi ist der Beste (1971)
- Eine Tote soll ermordet werden (1972)
- Die Schöngrubers (due episodi, 1972)
- Ausbruch (1973)
- Drüben bei Lehmanns (un episodio, 1973)
- Der rote Schal (1973)
- Die Kriminalerzählung (un episodio, 1973)
- Im Auftrag von Madame (un episodio, 1974)
- Der Monddiamant (1974)
- Die Verschwörung des Fiesco zu Genua (1975)
- Die Affäre Lerouge (1976)
- Lucilla (1980)
- Lea (1987)
- SOKO München (un episodio, 1990)
- Ein Heim für Tiere (un episodio, 1991)
- ''s elektrisch' Herz (1993)
- L'ispettore Derrick (quattordici episodi, 1975-1998)
- Il commissario Köster (tredici episodi, 1987-1999)
- Siska (due episodi, 1999-2003)
- Squadra Speciale Stoccarda (un episodio, 2012)
- Die Rosenheim Cops (un episodio, 2019)
- In aller Freundschaft (1998-2021 nel ruolo di Ingrid Rischke)